# Gaston Roudès
Gaston Ferdinand Roudès est un acteur et réalisateur français, né le 24 mars 1878 à Béziers (Hérault) et mort le 5 novembre 1958  à Villejuif (Val-de-Marne).

## Biographie
Gaston Roudès connut une certaine notoriété comme réalisateur pour ses films de la fin des années 1920 et du début des années 1930. Il a réalisé plus de 60 films entre 1911 et 1939.

## Filmographie

### Acteur
- 1909 : La Vengeance
- 1911 : L'Assassinat d'Henri III, d'Henri Desfontaines et Louis Mercanton.
- 1911 : Sa Petite Fille : Joël

### Réalisateur
(liste partielle)
- 1911 : Le Pouce
- 1912 : La Reconnaissance du Bandit
- 1912 : La Reine Élisabeth
- 1912 : L'Aïeule
- 1912 : La Conscience de Cheval Rouge
- 1912 : Cronstadt
- 1913 : La Légende d'Œdipe, avec Paul Mounet et Mounet-Sully
- 1913 : La Rose du Radjah
- 1913 : Sa Majesté la Reine
- 1914 : Le Mot du Coffre
- 1914 : Papillon et le Roi Nègre
- 1914 : Le Scarabée rouge
- 1914 : Sous le beau ciel de Monte-Carlo
- 1914 : La Petite Princesse
- 1914 : La Piste argentée
- 1918 : Les Gaz
- 1919 : Marthe
- 1920 : Au-delà des lois humaines
- 1920 : La Dette
- 1921 : Prisca
- 1922 : Le Lac d'argent
- 1922 : Maître Evora
- 1922 : La Voix de l'océan
- 1923 : Le Crime des hommes
- 1923 : Le Double Piège
- 1923 : Le Doute
- 1923 : La Guitare et le Jazz-band
- 1923 : Le Petit Moineau de Paris
- 1923 : Les Rantzau
- 1924 : Féliana l'espionne
- 1924 : L'Ombre du bonheur
- 1925 : Les Élus de la Mer
- 1925 : L'Éveil
- 1925 : La Douleur
- 1925 : La Maternelle
- 1925 : Oiseaux de passage
- 1925 : Les Petits
- 1925 : Pulcinella
- 1926 : Le Prince Zilah
- 1926 : Visage d'aïeule
- 1927 : Le Chemin de la gloire
- 1927 : Cousine de France
- 1927 : Le Dédale avec Marcel Dumont
- 1928 : L'Âme de Pierre
- 1928 : La Maison au soleil
- 1929 : La Maison des hommes vivants coréalisé avec Marcel Dumont
- 1931 : Le Carillon de la liberté
- 1932 : Le Gamin de Paris
- 1933 : L'Assommoir
- 1933 : La Maison du mystère
- 1933 : Roger la Honte
- 1933 : Un coup de mistral
- 1934 : Flofloche
- 1934 : Le Petit Jacques
- 1935 : Le Chant de l'amour
- 1936 : La Joueuse d'orgue
- 1937 : Enfants de Paris
- 1937 : La Tour de Nesle
- 1937 : Un coup de rouge
- 1939 : Une main a frappé

### Sources et bibliographie
- Raymond Chirat, Éric Le Roy, Catalogue des films français de fiction de 1908 à 1918, Cinémathèque française, 1995.